# Benedito Roberto Alves
Benedito Roberto Alves Ferreira (Taubaté, 27 de maio de 1960) é um metalúrgico e político brasileiro, filiado ao Republicanos.

## Carreira política
Candidato a deputado federal em 2006, foi eleito suplente, assumindo o mandato em janeiro de 2009, com a renúncia de Frank Aguiar, eleito vice-prefeito de São Bernardo do Campo.
Quando candidato, era filiado ao PTB, mesmo partido de Frank Aguiar, partido que trocou logo após as eleições pelo PRB. Por conta disso, seu suplente Luiz Antonio Fleury Filho pediu ao STF a cassação de seu mandato, mas o pedido não foi concedido, pois a decisão que estabeleceu a fidelidade partidária estabeleceu que somente seriam passíveis de cassação os deputados que trocassem de mandato após a consulta feita pelo DEM ao TSE.
Foi eleito deputado federal em 2014, para a 55.ª legislatura (2015-2019), pelo DEM. Votou a favor do Processo de impeachment de Dilma Rousseff. Já durante o Governo Michel Temer, votou a favor da PEC do Teto dos Gastos Públicos. Em abril de 2017 foi favorável à Reforma Trabalhista.  Em agosto de 2017 votou contra o processo em que se pedia abertura de investigação do então presidente Michel Temer, ajudando a arquivar a denúncia do Ministério Público Federal.